# Programas de música de Corea del Sur
Los programas de música de Corea del Sur son programas de música que se transmiten semanalmente en la televisión de Corea del Sur, todos en días distintos, en los que diferentes artistas de diversos géneros musicales, principalmente de K-pop, realizan presentaciones en directo, para promocionar su música y competir por el primer lugar en cada edición, en base a un sistema de calificación que considera votaciones populares, listas musicales (charts), ventas digitales, ventas físicas, streamings, difusión en redes sociales, entre otros factores.
Las compañías de transmisión más grandes de Corea del Sur tienen cada una su propio programa, que se transmiten en diferentes canales. Estos son Inkigayo de SBS, Music Bank de KBS 2TV, Show! Music Core de MBC, M! Countdown de Mnet, Show Champion de MBC Music y The Show de SBS MTV. Además el canal Arirang TV tiene los programas Simply K-Pop y Pops in Seoul, estos dos últimos sin sistemas de charts, por lo que no ofrecen competencia semanal entre artistas.

## Programas de música

### Actuales
| Programa         | Canal      | Período                          | Chart | Presentador(es)                                         |
| ---------------- | ---------- | -------------------------------- | ----- | ------------------------------------------------------- |
| The Show         | SBS MTV    | 15 de abril de 2011 - presente   | Sí    | Xiaojun (WayV), Hyeongseop (Tempest) y Yeosang (Ateez)  |
| Show Champion    | MBC Music  | 14 de febrero de 2012-presente   | Sí    | Moon Sua (Billlie), Tsuki (Billlie) y Nana (Woo!ah!)    |
| M! Countdown     | Mnet       | 29 de julio de 2004-presente     | Sí    | Miyeon ((G)I-dle) y Joohoney (Monsta X)                 |
| Music Bank       | KBS 2TV    | 16 de junio de 1998-presente     | Sí    | Eunchae (Le Sserafim) y Lee Chae-min                    |
| Show! Music Core | MBC        | 29 de octubre de 2005 - presente | Sí    | Jungwoo (NCT), Lee Know (Stray Kids) y Sullyoon (Nmixx) |
| Inkigayo         | SBS        | 1 de febrero de 1998 - presente  | Sí    | Hyungwon (Monsta X), Yeonjun (TXT) y Kim Ji-eun         |
| Simply K-Pop     | Arirang TV | 13 de marzo de 2012 - presente   | No    | Lee Dae-hwi (AB6IX)                                     |

### Anteriores
| Programa                   | Canal      | Período                                           | Chart | Último(s) presentador(es)                   |
| -------------------------- | ---------- | ------------------------------------------------- | ----- | ------------------------------------------- |
| SBS Popular Songs          | SBS        | 15 de diciembre de 1991 - 17 de octubre de 1993   | Sí    | Andy Lee, Koo Hye-sun                       |
| Star Seoul Star            | SBS        | 24 de octubre de 1993 - 17 de abril de 1994       | Sí    | Hong Hak Pyo                                |
| Live TV Gayo 20            | SBS        | 24 de abril de 1994 - 15 de enero de 1998         | Sí    | Ryu Si-won, Kim Hee-sun                     |
| Show Network               | MBC        | 30 de octubre de 1989 - 2 de noviembre de 1990    | Sí    | Lee Taek-rim, Kim Eun-joo                   |
| Everyone's Popular Songs   | MBC        | 19 de noviembre de 1990 - 30 de abril de 1993     | Sí    | Son Ji-chang, Kim Eun-jung                  |
| Choice! Most Popular Songs | MBC        | 7 de mayo de 1993 - 8 de octubre de 1993          | Sí    | Son Ji-chang, Kim Eun-jung                  |
| Popular Songs Best 50      | MBC        | 21 de abril de 1995 - 17 de enero de 1998         | Sí    | Hong Kyun-gin, Woo Hee-jin                  |
| Live Young Times           | MBC        | 24 de enero de 1998 - 18 de abril de 1998         | Sí    | Choi Ji-woo                                 |
| Music Camp                 | MBC        | 25 de abril de 1998 - 23 de enero de 1999         | Sí    | Cha Seung-won, Hwang Soo-jung               |
| Family Camp                | MBC        | 30 de enero de 1999 - 8 de mayo de 1999           | No    | Cha Seung-won, Hwang Soo-jung               |
| Live Music Camp            | MBC        | 15 de mayo de 1999 - 30 de julio de 2005          | Sí    | MC Mong, Shin Ji                            |
| Top 10 Songs               | KBS 2TV    | 10 de febrero de 1981 - 11 de febrero de 1998     | Sí    | Son Beom-soo                                |
| Bravo New Generation       | KBS 2TV    | 18 de febrero de 1998 - 3 de junio de 1998        | Sí    | Son Beom-soo, Choi Seung-don, Park Chae-rim |
| Pops in Seoul              | Arirang TV | 2 de marzo de 1998 - 31 de marzo de 2021          | No    | Kim Byung-kwan                              |
| Show! Music Tank           | KMTV Asia  | 11 de marzo de 1995 - 29 de mayo de 2008          | Sí    |                                             |
| Music on Top               | JTBC       | 8 de diciembre de 2011 - 14 de marzo de 2012      | Sí    | Doojoon, Lee Hyun-woo, G.NA                 |
| K-Pop Con                  | Channel A  | 3 de diciembre de 2011 - 6 de marzo de 2012       | No    |                                             |
| Wave K                     | OBS TV     | 9 de octubre de 2011 - 4 de marzo de 2012         | No    |                                             |
| Music Tank                 | OBS TV     | 15 de septiembre de 2019 - 3 de noviembre de 2019 | No    | Jo Jung-min                                 |
| Show Up                    | ETN        | ? de abril de 2019 - ? de noviembre de 2019       | No    |                                             |
| Show! K Music              | MBN        | 10 de diciembre de 2011 - 3 de febrero de 2012    | No    |                                             |

## Presentaciones
Los artistas suelen pregrabar sus actuaciones, apareciendo en vivo en el programa sólo para entrevistas y el término del programa, donde se anuncia el artista ganador de la semana. Para todos los programas de música, los artistas acumulan puntos durante la semana anterior a través de un sistema de porcentajes, para que sean nominados para el primer lugar en la semana siguiente.
Los programas también son utilizados con el único fin de promocionar. Debut Stage es el término utilizado para los artistas que se presentan en los programas por primera vez, y generalmente sirven como su primera presentación en vivo cuando debutan como artistas. Por otro lado, un Comeback Stage es el término utilizado para la primera actuación de un artista en los programas, cuando regresan después de un período con nuevo álbum, nuevas canciones o el inicio de un nuevo ciclo promocional, después del final de su ciclo de debut.
Al término de cada capítulo, cuando se anuncia al artista ganador, este debe interpretar la canción totalmente en vivo, o en algunos casos, con alguna base de sus voces casi imperceptible, más conocido como encore. Eso resulta atractivo tanto para los fanáticos como para la audiencia en general, además de un desafío para los artistas ganadores para exhibir sus habilidades vocales. 
Los fanáticos también pueden asistir a las pregrabaciones y espectáculos en vivo para apoyar a los artistas de forma gratuita si solicitan entradas en cada uno de los sitios web de cada programa, con la condición de tener prohibido grabar o tomar fotografías durante la grabación. Los fanáticos que desobedecen estas reglas suelen ser expulsados del programa.

### Prohibición de lip-sync en Show! Music Core
Durante una entrevista con Park Hyun Suk, director musical de Show! Music Core, el 1 de julio de 2014, éste señaló: «No permitiremos que las personas que no están equipadas con lo básico como cantantes se presenten en el escenario, incluso si la parte individual de algún artista es corta. Los cantantes que actúan en el escenario deben cantar». Esto lo mencionó para desacreditar a los grupos o cantantes que graban casi el 100% de sus interpretaciones vocales, además de validar a los músicos realmente talentosos. Debido a esto es que se prohibió realizar lip-sync en dicho programa a partir de dicha fecha.

## Terminología
Existen una serie de términos que son utilizados de manera recurrente en torno a los programas y las presentaciones musicales.
- Win: Victoria de un artista en un programa.
- Chart: Sistema de ranking de cada programa, determinado por diversas variables, que otorgan puntuación a cada una de las canciones participantes.
- Debut Stage: Primera presentación de determinada canción de un artista debutante en un programa.
- Comeback Stage: Primera presentación de determinada canción de un artista en un programa.
- Goodbye Stage: Última presentación de determinada canción de un artista en un programa.
- Special Stage: Presentación especial realizada por uno o varios artistas de manera conjunta en un programa, generalmente la realización de un cover de canto o baile, una canción que no forma parte del chart o algún especial musical.
- Encore: Presentación musical que realiza un artista luego de haber obtenido una victoria, antes de finalizar el programa. Esta presentación suele ser interpretada completamente en vivo, sin lip-sync.
- Triple Corona: Término utilizado cuando un artista obtiene tres victorias con una misma canción en un mismo programa, no necesariamente de manera consecutiva. En Show Champion, M! Countdown e Inkigayo, esto determina la salida de la canción del chart, sin poder optar a más victorias.
- Fan-chant: Palabras o frases que cantan los fanáticos durante la actuación de algún grupo o artista en solitario. Es común en la cultura del K-pop, sirven para dar apoyo y complementar las canciones y, generalmente, son creados previamente por el propio artista para cada canción.

## Sistema de Charts
Un elemento crucial de cada programa de música en Corea del Sur es que cada programa cuenta con un sistema de votación. Cada programa tiene diferentes formas de contar los votos y decidir el artista ganador de cada semana, por lo que las posibilidades de que un artista gane son diferentes para cada programa. Esto, tal como lo señaló Billboard, es para que el funcionamiento de los programas de música "no se sienta estático", en donde el resultado sería el mismo para cada emisión. Si bien la mayoría de los programas priorizan las ventas digitales, difieren en otras áreas como puntos a través de las redes sociales, ventas físicas, puntos por transmisión a través de los canales oficiales, votaciones en vivo durante las emisiones, entre otras. Durante algún tiempo, el K-Chart de Music Bank incluyó las ventas físicas de la canción en su cálculo, mientras que Inkigayo no lo hacía. Esto ocasiona que un artista debe acumular puntos durante la primera semana de promociones, siendo no elegible para ganar en programas de música en su primera presentación y solo puede ser incluido en las listas de música a partir de la segunda semana.
Paul Han, copropietario del sitio web de K-pop en inglés Allkpop, afirmó que es gratificante para los fanáticos dedicados de estos artistas ver estos programas de música cuando sus artistas favoritos ganan, debido a la presencia de un trofeo real y una presentación encore. Han dijo que «es mucho más satisfactorio recibir un gran trofeo con todos tus compañeros. De alguna manera, es como un mini espectáculo de premios de música cada semana, donde solo uno puede ser el ganador».

### Método de calificación
El sistema de porcentajes actual para cada chart de cada uno de los programas, está definido de la siguiente manera:
| Programa               | The Show                   | Show Champion                     | M! Countdown                | Music Bank                                       | Show! Music Core              | Inkigayo                      |
| ---------------------- | -------------------------- | --------------------------------- | --------------------------- | ------------------------------------------------ | ----------------------------- | ----------------------------- |
| Canal                  | SBS MTV                    | MBC Music                         | Mnet                        | KBS 2TV                                          | MBC                           | SBS                           |
| Transmisión            | Martes, 18:00 hrs. (KST)   | Miércoles, 18:00 hrs. (KST)       | Jueves, 18:00 hrs. (KST)    | Viernes, 17:00 hrs. (KST)                        | Sábado, 15:30 hrs. (KST)      | Domingo, 15:50 hrs. (KST)     |
| Método de calificación |                            |                                   |                             |                                                  |                               |                               |
| Ventas digitales       | 40% (Circle Digital Chart) | 35% (Melon + Genie + Bugs! + Flo) | 50% (Circle Digital Chart)  | 60% (Melon + Genie + Bugs! + Flo + Vibe)         | 50% (Circle Digital Chart)    | 55% (Melon + Genie + Flo)     |
| Ventas físicas (álbum) | 10% (Hanteo)               | 15% (Hanteo)                      | 15% (Gaon)                  | 5% (Hanteo)                                      | 10% (Gaon)                    | 10% (Gaon)                    |
| Social media           | 20% (Vistas YouTube)       | 10% (Vistas YouTube)              | 10% (Vistas YouTube)        | 10% (Vistas YouTube + TikTok)                    | 10% (Vistas YouTube)          | 30% (Vistas YouTube)          |
| Difusión               | 15% (SBS MTV)              | 20% (MBC Music)                   | 10% (Mnet + MCD Stage + M2) | 20% (KBS TV + KBS Radio)                         | 10% (MBC TV + MBC Radio)      | 10% (SBS + SBS Radio)         |
| Pre votación           | 5% (App. Star Planet)      | 20% (App. Idol Champ - Global)    | 15% (Mnetplus.world)        | 10% (Comité de votación KBS Viewer Panel Survey) | 5% (Comité de 2.000 personas) | 5% (App. Melon Music - Corea) |
| Pre votación           | 5% (App. Star Planet)      | 20% (App. Idol Champ - Global)    | 15% (Mnetplus.world)        | 10% (Comité de votación KBS Viewer Panel Survey) | 5% (App. Mubeat)              | 5% (App. Melon Music - Corea) |
| Votación en vivo       | 10% (App. Star Planet)     |                                   | 10% (Mnetplus.world)        |                                                  | 10% (SMS + App. Mubeat)       | 5% (App. Freevote - Global)   |
| TOTAL                  | 100%                       | 100%                              | 110%                        | 100%                                             | 100%                          | 115%                          |

     Considerado sólo para los artistas finalistas de cada edición. 
- Ventas digitales: Otorga puntaje según la posición del artista en ventas digitales, tanto en descargas como en streamings, de acuerdo a la información certificada entregada por las tiendas de música en línea más importantes de Corea del Sur, tales como Melon, Genie Music, Bugs!, Flo, Soribada, entre otras.
- Ventas físicas: Otorga puntaje según la posición del artista en ventas físicas de álbumes que promocionan, de acuerdo a la información certificada entregada por las listas de éxitos musicales (music charts) más importantes de Corea del Sur, tales como Hanteo, Gaon Chart, entre otras.
- Social Media: Otorga puntaje según la posición del artista en el número de visualizaciones de su vídeo musical que promociona en su canal oficial de YouTube. En algunos casos, también considera las visualizaciones de los vídeos de sus presentaciones anteriores (Stage), publicados en la cuenta oficial de YouTube del propio programa musical.
- Difusión (Broadcast): Otorga puntaje según la posición del artista en el nivel de difusión que la canción en competencia ha tenido en los diversos programas de televisión y/o radio del canal asociado a cada programa musical.
- Streaming: Otorga puntaje según la posición y reproducción en alguna lista de éxitos musicales asociada a cada programa.
- Pre votación: Otorga puntaje según la posición del artista en un ranking obtenido mediante votaciones en línea, principalmente a través de aplicaciones móviles, previo a la emisión del programa. En algunos casos, esta pre votación sólo está permitido para un determinado grupo de personas escogidas a través de una aplicación o sitio web.
- Votación en vivo: Otorga puntaje según la posición del artista en un ranking obtenido mediante votaciones en línea realizadas durante la emisión del programa, principalmente a través de mensajería de texto (SMS) o mediante alguna aplicación móvil definida. Esta votación generalmente solo es considerada para los artistas finalistas, señalados al comienzo de cada edición del programa.

### Récords
- Canción más premiada: BTS posee el récord de la canción más premiada con «Dynamite», lanzada en agosto de 2020. La canción ganó el primer lugar 32 veces.[19]

- Canción más premiada en un mismo programa: En 2012, «Gangnam Style» de PSY ganó en Music Bank durante 10 semanas consecutivas,[20] superando el récord anterior de 9 victorias consecutivas de «Gee» de Girls' Generation en 2009.[21]

- Primer artista en alcanzar 100 victorias: En septiembre de 2015, Girls' Generation se convirtió en el primer artista en sumar 100 victorias en programas de música.[22]

- Más victorias en un mismo año: BTS tiene el récord de más victorias en un mismo año, ganando un total de 50 veces en 2020.[23]

- Artista con la victoria más rápida desde su debut: El grupo masculino X1 tiene el récord de ser el artista que consiguió más rápida su primera victoria en un programa de música, consiguiéndolo con su sencillo «Flash» el 1 de septiembre de 2019, cinco días después de su debut, en el programa The Show.[24]

| Pos.                                          | Artista           | Período                  | Canciones | Victorias |
| --------------------------------------------- | ----------------- | ------------------------ | --------- | --------- |
| 1.º                                           | BTS               | 2013-presente            | 15        | 161       |
| 2.º                                           | Twice             | 2015-presente            | 15        | 119       |
| 3.º                                           | EXO               | 2012-presente            | 18        | 118       |
| 4.º                                           | Big Bang          | 2006-presente            | 15        | 102       |
| 5.º                                           | Girls' Generation | 2007-presente            | 14        | 100       |
| 6.º                                           | Fin.K.L           | 1998-2005; 2019          | 8         | 96        |
| 7.º                                           | S.E.S.            | 1997-2002; 2016-2017     | 8         | 91        |
| 8.º                                           | Turbo             | 1995-2001; 2015-presente | 14        | 86        |
| 9.º                                           | Red Velvet        | 2014-presente            | 14        | 81        |
| 10.º                                          | H.O.T.            | 1996-2001; 2018-presente | 7         | 79        |
| Última actualización: 3 de noviembre de 2022. |                   |                          |           |           |

| Pos.                                          | Artista        | Período                  | Canciones | Victorias |
| --------------------------------------------- | -------------- | ------------------------ | --------- | --------- |
| 1.º                                           | IU             | 2008-presente            | 18        | 96        |
| 2.º                                           | Cho Yong-pil   | 1968-presente            | 18        | 80        |
| 3.º                                           | Kim Gun-mo     | 1992-presente            | 10        | 79        |
| 4.º                                           | Shin Seung-hun | 1990-presente            | 11        | 74        |
| 5.º                                           | Kim Hyun-jung  | 1997-presente            | 10        | 66        |
| 6.º                                           | PSY            | 2001-presente            | 12        | 60        |
| 7.º                                           | Im Chang-jun   | 1990-presente            | 13        | 52        |
| 8.º                                           | Yoo Seung-jun  | 1997-2002; 2006-presente | 9         | 46        |
| 9.º                                           | Kim Jong-kook  | 1995-presente            | 5         | 44        |
| 10.º                                          | Kim Won-jun    | 1993-presente            | 7         | 43        |
| Última actualización: 3 de noviembre de 2022. |                |                          |           |           |

## Festivales
- Music Bank World Tour: Es una gira mundial de conciertos en vivo organizado por el programa de música de Corea del Sur, Music Bank, de la empresa de difusión pública KBS. La gira presenta actuaciones en vivo de diversas agrupaciones y cantantes solistas de K-pop, en distintas ciudades del mundo fuera de Corea del Sur. Desde julio de 2011, el Music Bank World Tour se ha llevado a cabo en múltiples ciudades de Asia, Europa y América Latina, con una audiencia global estimada en vivo de 200.000 personas por concierto.[25] Algunos episodios con premiación de Music Bank han sido parte de alguna versión de esta gira mundial.

- KCON: Es un festival anual de K-pop celebrada en Estados Unidos y Japón, organizada por Powerhouse Live, CJ E&M, Koreaboo y Mnet Media, esta última, compañía perteneciente a la cadena televisiva Mnet, organizadora del programa M! Countdown.[26] Inició en 2012 en el sur de California, pero se expandió para la costa este y Japón en 2015.[27][28] Koreaboo anunció que en 2016, KCON se estaría expandiendo hacia Abu Dhabi, Emiratos Árabes Unidos con una fecha prevista el 27 de marzo[29] y también a París, Francia el 2 de junio. Algunos episodios con premiación de M! Countdown han sido parte de alguna versión de esta gira mundial.

## Impacto internacional
Según Caitlin Kelley de Billboard, estos espectáculos de música de Corea del Sur han incorporado la participación internacional a través de sitios de redes sociales como YouTube, que se ha integrado en su sistema de votación con las vistas del vídeo musical de un artista. Esto también acredita a estos programas de música por su participación en la globalización del K-pop. Además, cada programa de música tiene su propia cuenta de YouTube que se actualiza regularmente, lo que permite que otras personas fuera de Corea del Sur tengan la oportunidad de ver la actuación de los artistas, ofreciendo una mayor exposición de los actos de K-pop a otras partes del mundo. El Dr. Suk-Young Kim, profesor de la Universidad de California, afirmó en su entrevista con Billboard en 2018 que «hoy, YouTube es cómo circula usted internacionalmente», pero fuera de este sitio web, la música de Corea del Sur ya ha llegado directamente a los fanáticos extranjeros al «traer esos shows de música al extranjero y crear un concierto en vivo de ellos», citando a Music Bank World Tour que ha estado en giras mundiales desde 2011, como ejemplo. También mencionó la KCON, que es un festival de música organizado por M! Countdown, como un medio para mostrar «cada elemento Hallyu que abarca la música pop, los dramas de televisión, las películas, la moda, la comida y la belleza».